# Stråssa
För fartyget, se M/S Stråssa.

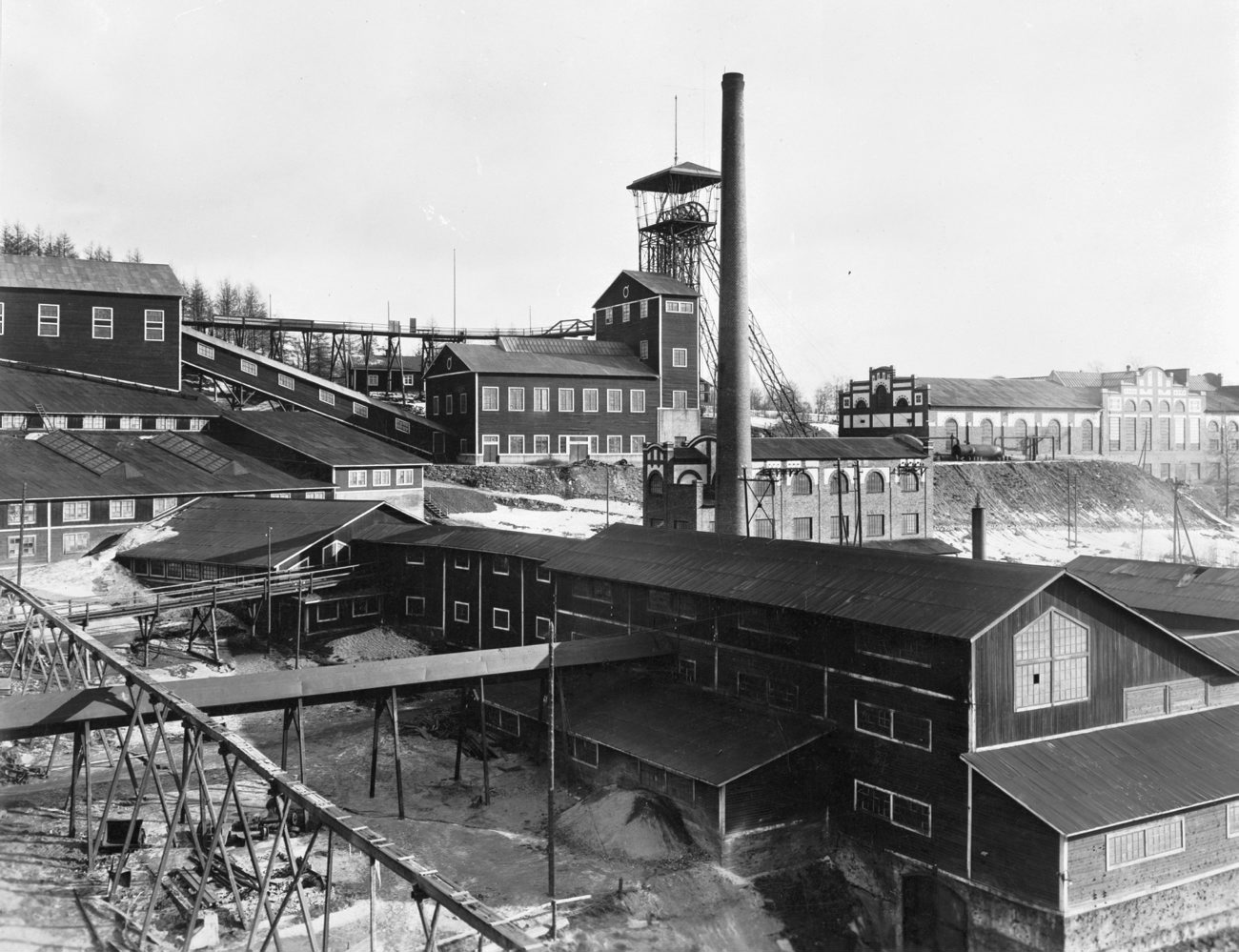
Stråssa järngruva år 1900.

Stråssa är en  tätort i Lindesbergs kommun i Ramsbergs socken, Västmanland (Örebro län). Orten ligger i den norra delen av kommunen, cirka 23 km norr om Lindesberg. 

## Historia
Stråssa byggdes i huvudsak upp till nuvarande omfattning på 1960-talet då gruvbrytningen i Stråssa gruva återupptogs efter att ha legat nere sedan 1920-talet. Gruvan lades ned av den dåvarande ägaren SSAB 1981–83. Viss gruvbrytning (bly och zink) förekommer dock periodvis vid Lovisagruvan något söder om orten.
Skogshöjderna intill Stråssa gav förutsättningar att starta en skidbacke med skidlift i Håkansboda som numera är nedlagd.
Mellan 1915 och 1987 hade Stråssa järnvägsförbindelse via Storå till TGOJ:s stomnät. Järnvägen, som var elektrifierad mellan 1959 och 1981, låg dock kvar fram till hösten 2004 då den revs upp. Nuvarande landsvägen mellan Storå och Stråssa byggdes 1895.

### Stråssa gruva
Järnmalmsbrytningen i Stråssa har mycket gamla anor: gruvdrift finns dokumenterad från 1400-talet. Länge hade bergsmän hand om driften. Bland dem fanns den berömda "Gruvmor" Maria Olsdotter, kallad Sveriges första kvinnliga gruvfogde. Ägoförhållandena ändrades dock efter att bergsprivilegierna upphört 1874, och Stråssa Grufvebolag bildades. Detta bolag ombildades till aktiebolag 1906. Redan året därpå köptes gruvfältet av Metallurgiska AB. En ledande profil i detta bolag, som på grund av sina mycket spekulativa (och troligen också tvivelaktiga) affärer senare fått namnet Metallurgiska Härvan, var grosshandlaren William Olsson. Under Metallurgiska Härvans tid uppfördes den ännu bevarade gruvstugan samt en stor verkstadsbyggnad. Efter detta misslyckade kom Stråssa i ett österrikiskt bolags ägo mellan 1913 och 1917. Detta bolag fick 1914 koncession på en sju kilometer lång järnväg mellan Stråssa och Storå, som öppnades för trafik den 31 juli året därpå. Trafikeringen kom under många år att skötas av TGOJ.  Grängesbergsbolaget, eller Trafik AB Grängesberg-Oxelösund som företaget egentligen hette, blev ägare till gruvan 1917. Redan 1923 lades dock driften ned på grund av vikande konjunktur och tekniska svårigheter.

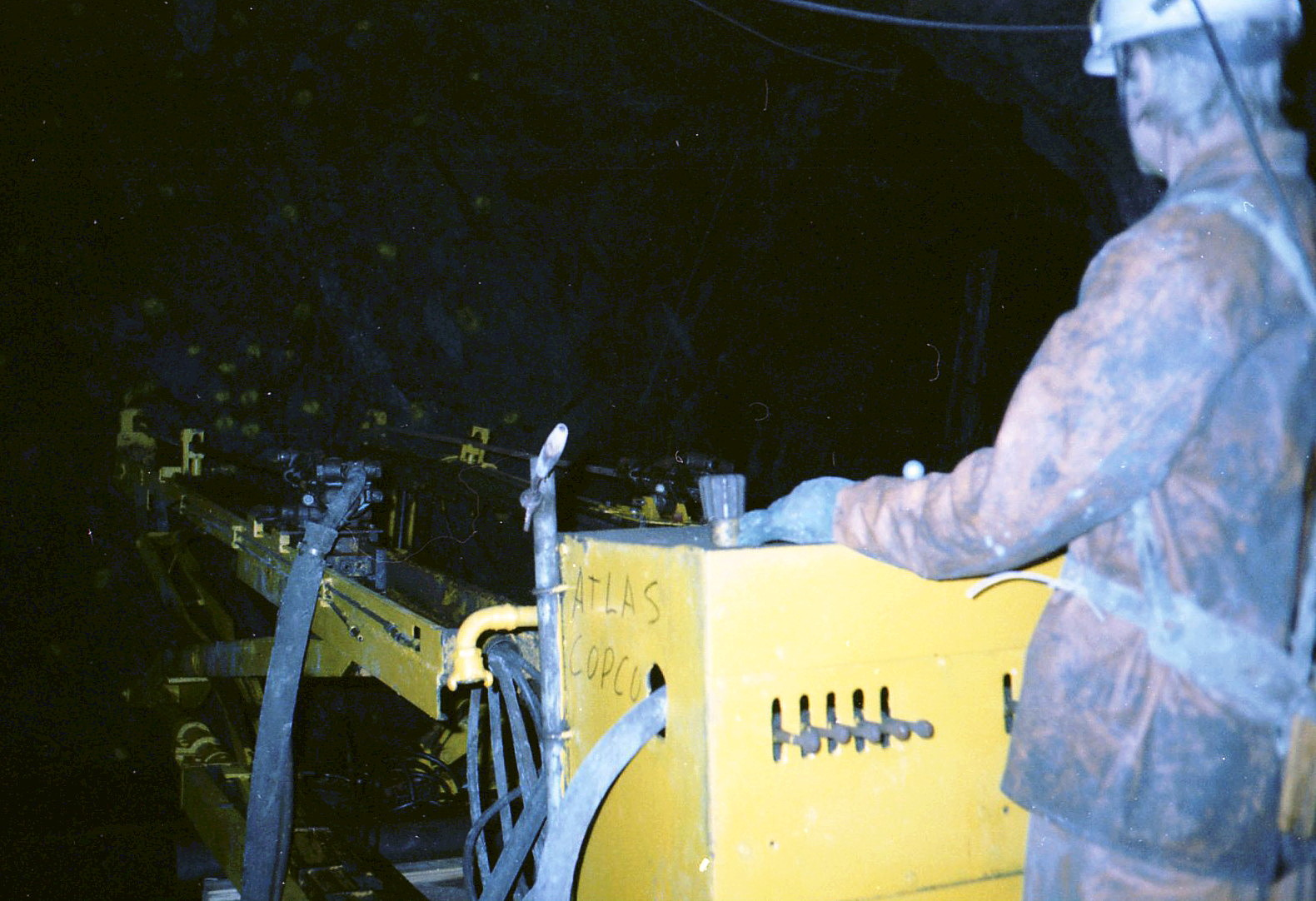
I besöksgruvan 1984.

Hösten 1955 började Stråssa gruva länspumpas, och 1956–57 inleddes nya gigantiska investeringar vid gruvan. Anledningen till detta var att Grängeskoncernen 1955 blivit tvungna att sälja sin del av LKAB till svenska staten. Köpesumman blev omkring 900 miljoner, och det bestämdes att Stråssa skulle startas på nytt. Malmpriserna stod högt och resultatet blev en investeringsiver som efteråt kan ses som ren kapitalförstöring. I dagens penningvärde investerades nästan en miljard kronor i det nya projektet. Samtidigt byggdes ett helt nytt bostadsområde med centrum, och järnvägen till Storå elektrifierades. När brytningen inleddes 1959 planerade man för en årsproduktion av 1,2 miljoner ton malm. Detta mål uppfylldes också året efter starten.
Järnmalmen från Stråssa var dock lågvärdig och saknade i längden konkurrensmöjligheter. Under 1970-talet började också Grängeskoncernen gå allt sämre, med vissa år i undantag. Australiska och brasilianska gruvor lokaliserade nära kusten hade vid det här laget utvecklats till stora konkurrenter. 1978 överfördes Stråssa tillsammans med bolagets andra gruvor i nybildade statliga SSAB. Det stod emellertid relativt snart klart att gruvdriften vid Stråssa inte gick att upprätthålla längre. Nedläggningen inleddes 1981 och avslutades den 31 mars 1983.
Därefter har olika lösningar försökt hittas för gruvområdet (exempelvis besöksgruva, mineralvattenframställning, industrihotell m.m.). Idag står dock flera av byggnaderna tomma utan användning. Besöksgruvan öppnades 1984 och var då Bergslagens djupaste besöksgruva. Besöksverksamheten lades ned under 1990-talet, länspumparna stängdes och gruvan vattenfylldes igen.
Löfbergs Lila blev tvungna att stoppa produktionen av mineralvatten 2003 efter att det blivit känt att vattnet innehöll en för hög halt av uran. Att återuppta gruvdriften är inte på något sätt möjligt, malmen är lågvärdig och beräknades dessutom ta slut omkring 1990 när driften ännu pågick. 2009 tog Batalj paintball över kulsinterverket och gruvkontoret för deras paintballverksamhet.

### Befolkningsutveckling
| Befolkningsutvecklingen i Stråssa 1950–2020 | Befolkningsutvecklingen i Stråssa 1950–2020 | Befolkningsutvecklingen i Stråssa 1950–2020 | Befolkningsutvecklingen i Stråssa 1950–2020 | Befolkningsutvecklingen i Stråssa 1950–2020 |
| ------------------------------------------- | ------------------------------------------- | ------------------------------------------- | ------------------------------------------- | ------------------------------------------- |
|                                             |                                             |                                             |                                             |                                             |
| År                                          |                                             |                                             | Folkmängd                                   | Areal (ha)                                  |
| 1950                                        | 1950                                        |                                             | 325                                         |                                             |
| 1960                                        | 1960                                        |                                             | 587                                         |                                             |
| 1965                                        | 1965                                        |                                             | 692                                         |                                             |
| 1970                                        | 1970                                        |                                             | 658                                         |                                             |
| 1975                                        | 1975                                        |                                             | 562                                         |                                             |
| 1980                                        | 1980                                        |                                             | 552                                         |                                             |
| 1990                                        | 1990                                        |                                             | 485                                         | 157                                         |
| 1995                                        | 1995                                        |                                             | 471                                         | 157                                         |
| 2000                                        | 2000                                        |                                             | 408                                         | 157                                         |
| 2005                                        | 2005                                        |                                             | 349                                         | 157                                         |
| 2010                                        | 2010                                        |                                             | 306                                         | 154                                         |
| 2015                                        | 2015                                        |                                             | 288                                         | 54                                          |
| 2020                                        | 2020                                        |                                             | 262                                         | 54                                          |
|                                             |                                             |                                             |                                             |                                             |

## Samhället
Stråssa har som samhälle egentligen ett kulturmiljövärde som en tidstypisk representant för 1950-talsidealen av byggandet, där boende, service och arbete integrerades. Men av ortens tidstypiska centrumhus hann hälften rivas (2004) innan frågan hann uppmärksammas. Sankta Anna kyrka i byn är uppförd 1972 efter ritningar av Rolf Bergh. Kyrkan avkristnades år 2009 och såldes i februari 2011 till Sankta Annas Bränneri AB. Verksamheten flyttades från orten 2015. Numera är all samhällsservice borta; skolan är stängd och affären har upphört. Stråssa gamla skola, uppförd 1914, brann ner 2008. De annars tomma hyreslägenheterna utnyttjas av Migrationsverket som en asylförläggning.

## Evenemang/aktiviteter
En lokal förening (Stråssa By) anordnar olika trivselkvällar på orten. Några exempel kan vara fritidsgård, disco, barngymnastik etc. Batalj Paintball AB äger numera del av gruvan.

## Galleri

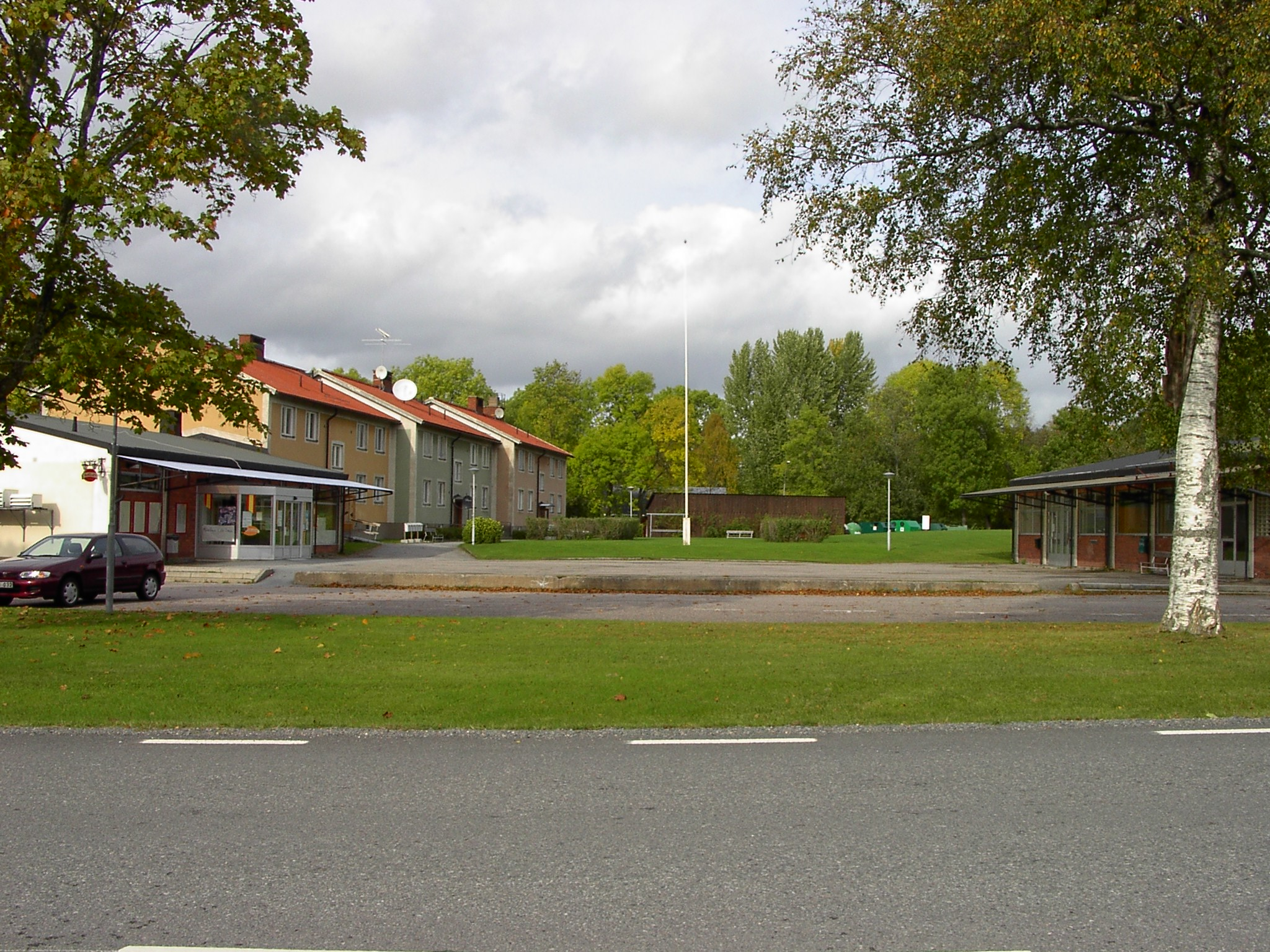
Stråssa centrum
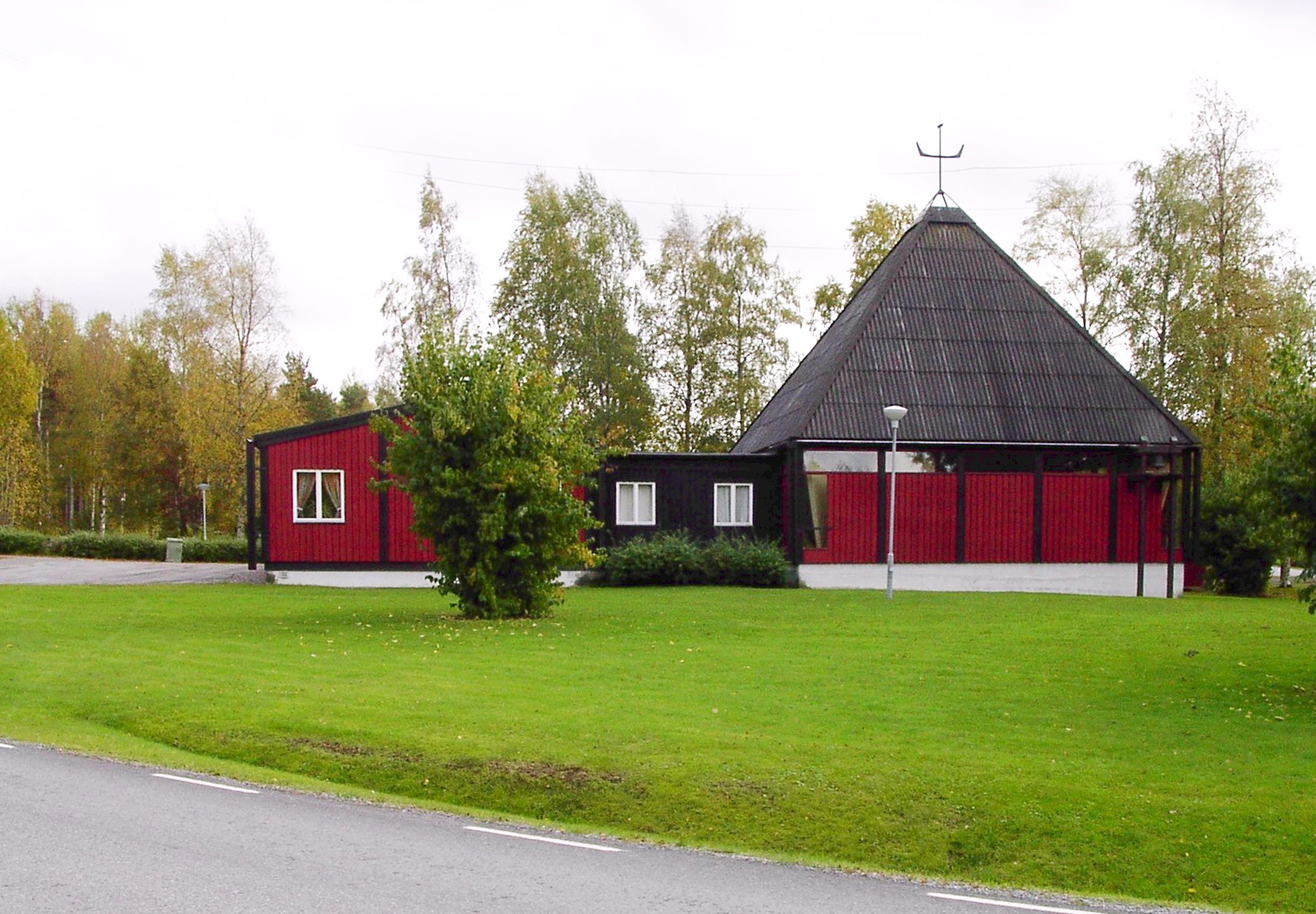
Sankta Anna kyrka, kyrkan i Stråssa
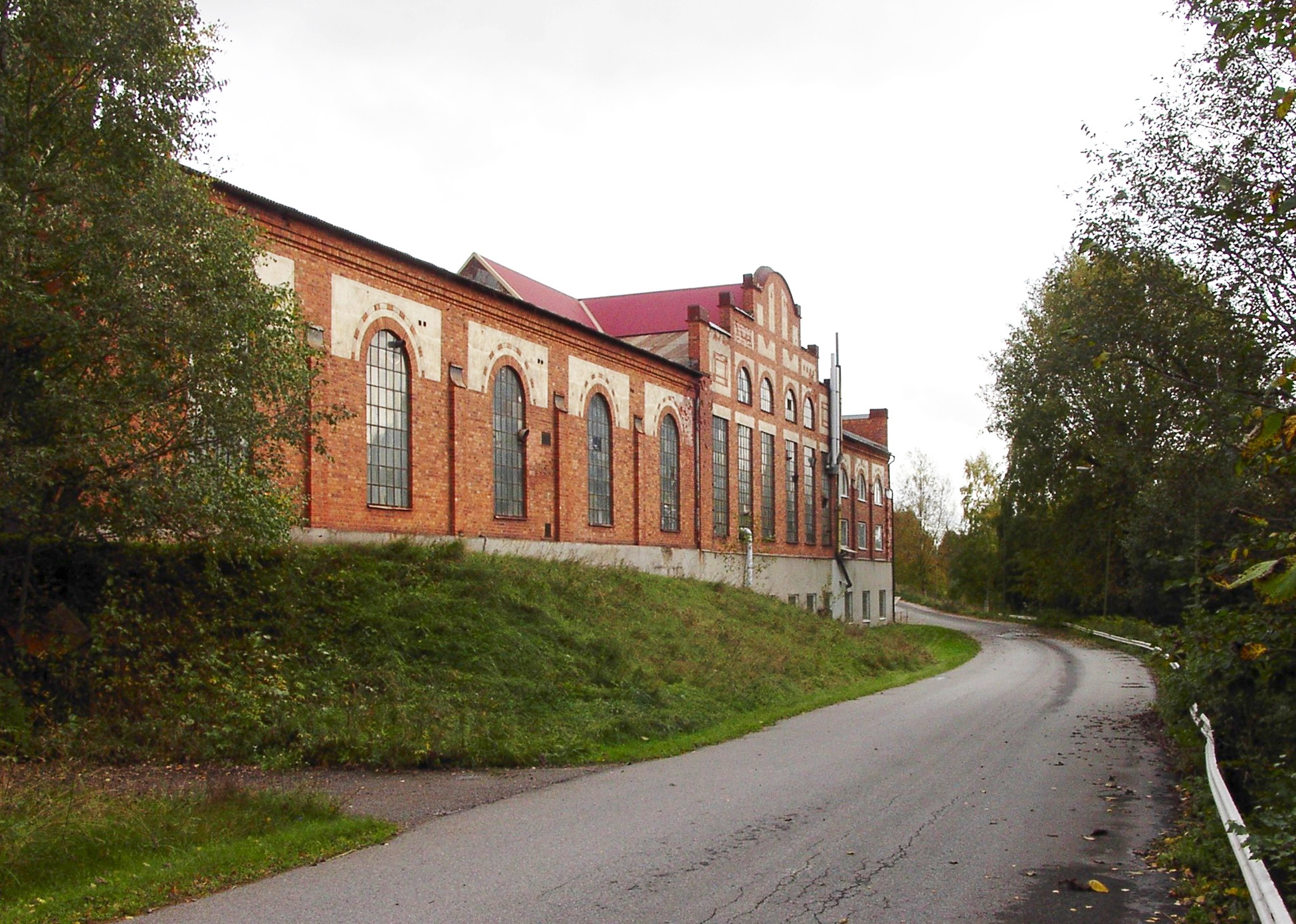
Verkstadsbyggnaden som uppfördes av "Metallurgiska Härvan"
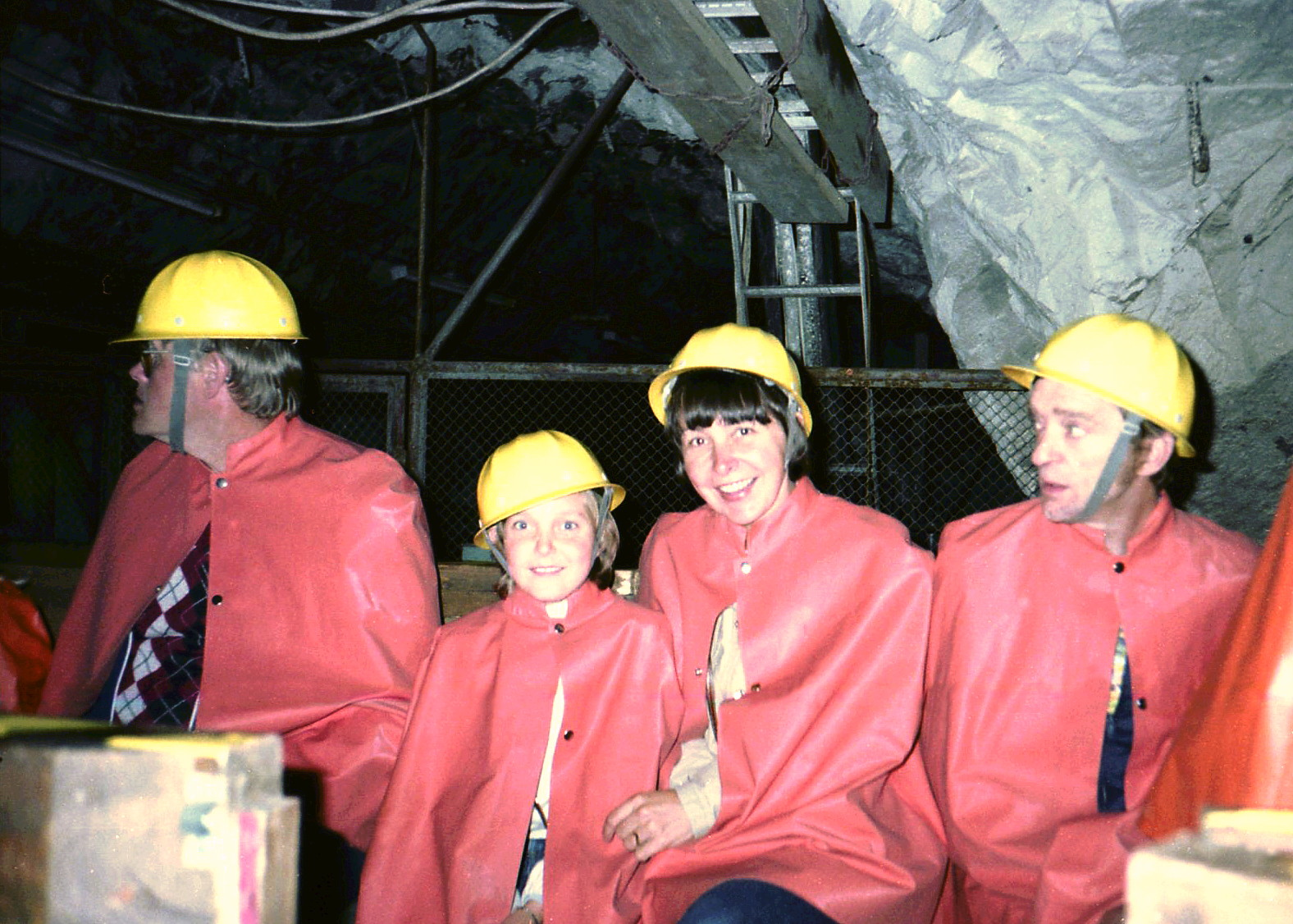
I besöksgruvan 1984